# Streptococcus agalactiae
Espèce
Streptococcus agalactiae (S.agalactiae) est le principal représentant des streptocoques du groupe B (SGB) (Group B Streptococcus, GBS).
Il s'agit d'un streptocoque du groupe B de Lancefield, qui provoque une β-hémolyse sur la gélose au sang de mouton (certaines souches donnent une hémolyse partielle, d'autres ne sont pas hémolytiques). Au Gram, il apparaît sous forme de longues chaînes de coques Gram positif.
S.agalactiae est catalase négative, oxydase négative et anaérobie facultative, et se caractérise par la présentation du groupe B des antigènes du système de Lancefield sur sa paroi bactérienne, et peut-être identifie par agglutination au latex avec des antisérums spécifiques  sérogroupage. D’autres tests permettant d’identifier le SGB sont la détection de l’hydrolyse de l’hippurate et le CAMP-test.
Les souches hémolytiques de SGB cultivées sur gélose Granada se développent sous forme de colonies rouges car, elles produisent un pigment rouge, le grenadaène, spécifique du SGB qui permet son identification immédiate.
L'identification du SGB peut également être réalisée à l'aide de la technique MALDI-TOF (Matrix Assisted Laser Desorption Ionization - Time of Flight Mass Spectrometry).

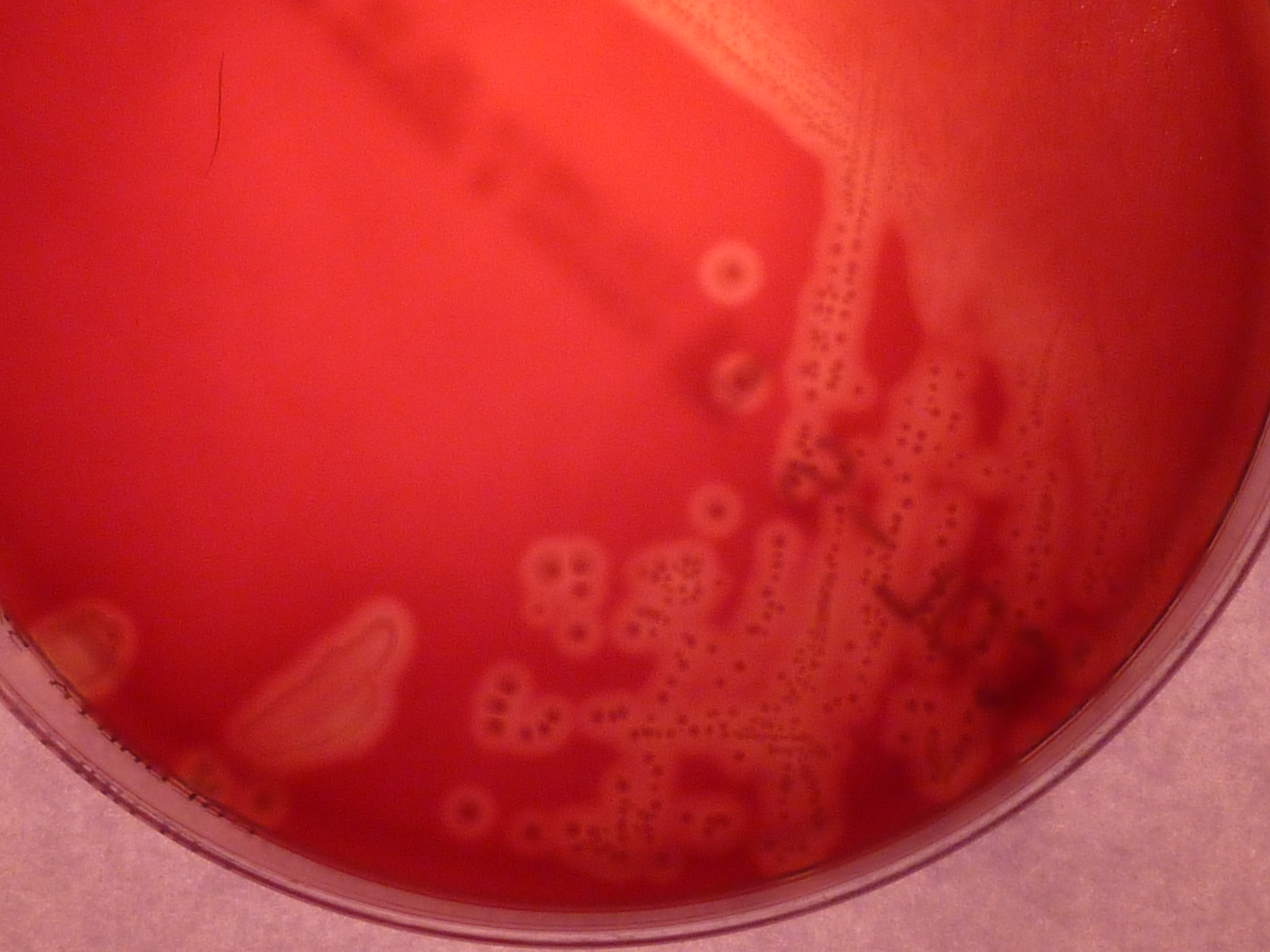
Colonies β-hémolytiques de Streptococcus agalactiae, gélose au sang 18h à 36°C.

## Infection chez la mère, le nouveau-né et l’adulte
Le SGB peut être retrouvé, commensal, sans provoquer de maladie, dans l'intestin microbiote intestinal humain, et dans le tractus génital jusqu'à 30 % des adultes (colonisation (biologie)), y compris les femmes enceintes. Bien que la colonisation par le SGB ne provoque normalement pas de problèmes chez les femmes pendant la grossesse, elle peut provoquer des maladies graves chez la mère et le bébé durant la grossesse et après l'accouchement et a été associée à la mort fœtale et à la naissance prématurées.
Chez le nouveau-né, l'infection à SGB provoque deux syndromes cliniques différents : une infection néonatale précoce, le syndrome précoce et une infection néonatal tardive, le syndrome tardif. Le syndrome précoce se développe au cours des sept premiers jours de la vie ; près de 80% des cas, dans les premières 24 heures, presque toujours sous la forme d’une sepsis, d’une pneumonie ou d’une méningite. La transmission verticale (mère-nouveau-né) se produit lors de l'accouchement.
En l’absence de mesures de prévention, 1 à 2 % des nouveau-nés de mères colonisées développent un syndrome précoce. Le syndrome tardif débute après la première semaine de vie e, sous la forme d’une bactériémie ou d’une méningite.
Lorsque le syndrome tardif se présente comme une méningite, des séquelles permanentes telles que surdité ou retard mental sont fréquentes.
La seule alternative qui, jusqu'à présent, s'est révélée efficace pour prévenir le syndrome précoce est d'administrer un antibiotique approprié (antibioprophylaxie per-partum) par voie intraveineuse (IV) à la femme enceinte colonisée par le SGB pendant au moins 4 heures avant la fin de l'accouchement . Les antibiotiques utilisés sont la pénicilline G ou ampicilline, en cas d'hypersensibilité (allergie réaction) a la pénicilline, les alternatives sont, clindamycine ou vancomycine. Additionnellement, antibioprophylaxie per-partum doit être administrée aux femmes enceintes qui présentent des facteurs de risque et dont le statut de porteuse du SGB est inconnu au moment de l'accouchement.
Mais malheureusement, la prophylaxie intrapartum n’est pas efficace pour prévenir les infections néonatales tardives.

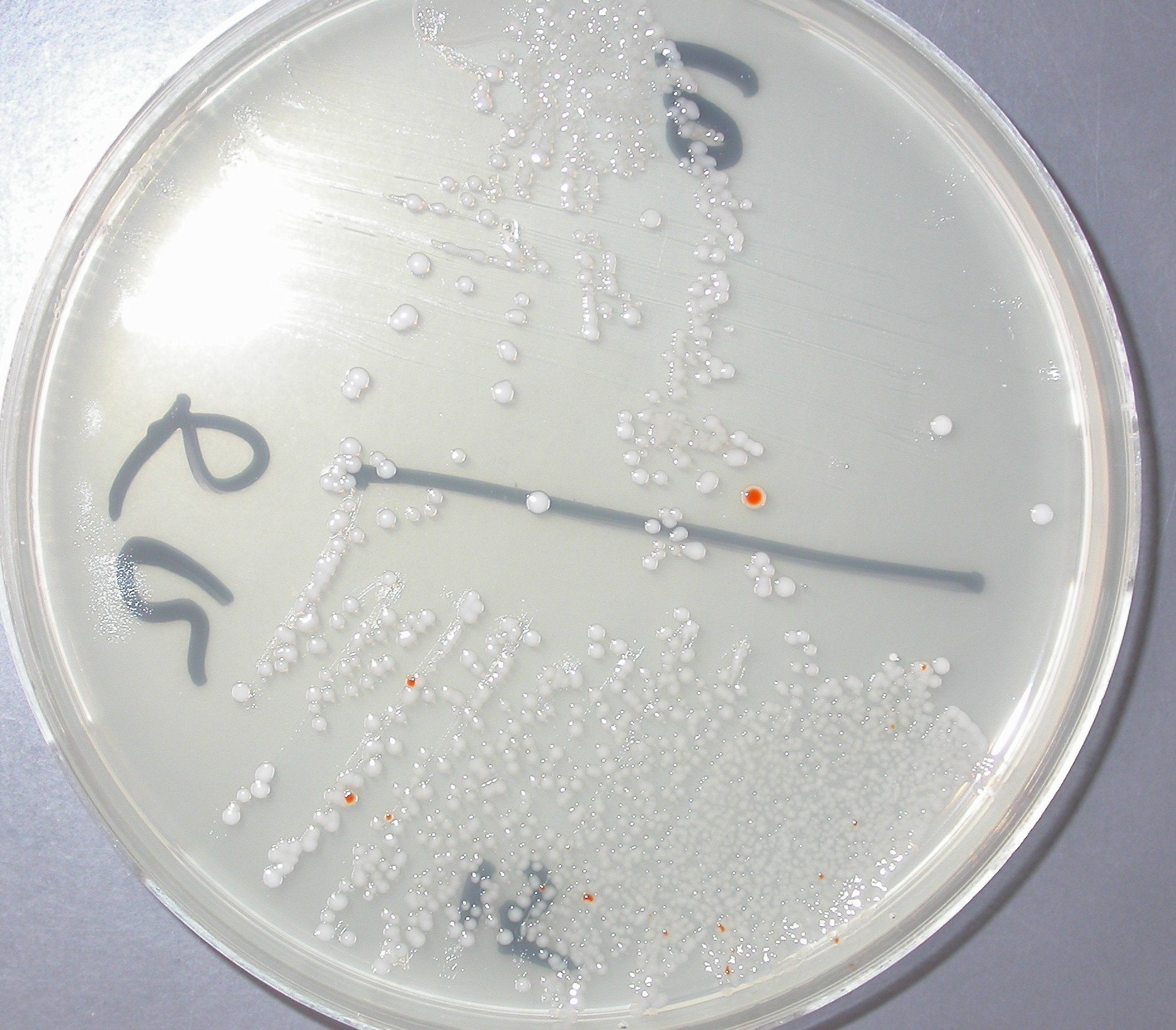
Colonies rouges de S.agalactiae gélose Granada. Culture vagino-rectale 18h d'incubation 36°C anaérobiose.

Puisque l'état de porteur du SGB pendant la grossesse puisse être intermittent, les dernières recommandations de l'ACOG  (American College of Obstetricians an Gynecologists)  recommandent de réaliser la culture pour détecter le SGB entre les semaines 36 et 37 de grossesse.
Les échantillons recommandés pour la culture du SGB sont des écouvillons prélevés dans le tiers externe du vagin (sans utiliser de spéculum) et dans la zone ano-rectale, en introduisant l'écouvillon dans le sphincter externe de l'anus. Les écouvillons doivent être placés dans un moyen de transport adéquat et doivent être envoyés au laboratoire dans les plus brefs délais .
Le SGB est également capable de provoquer des infections graves chez les adultes, principalement personnes âgées, les personnes présentant des pathologies sous-jacentes et chez les sujets sous traitements immunosuppresseurs .
L’alternative la plus efficace pour prévenir l’infection par le SGB serait le développement d’un vaccin qui pourrait prévenir les syndromes précoces et tardives ainsi que l’infection chez les adultes. Mais malgré l’existence d’études et d’essais cliniques avancés, il n’existe pas actuellement de vaccin disponible pour une utilisation généralisée pour la prévention des infections à SGB ,.

## Infection à SGB chez les animaux
S.agalactiae est aussi un pathogène important en médecine vétérinaire, car il provoque la mammite bovine (inflammation du pis) chez les vaches laitières. Son nom y fait allusion («agalactiae» signifie «absence de lait»).
SGB est responsable de mammites cliniques et surtout subcliniques à caractère contagieux. Le traitement des animaux infectés fait appel aux antibiotiques béta-lactamines par voie locale. En général, un traitement unique suffit, parfois appliqué à tout un lot d'animaux en même temps (blitz thérapie).
L'application des mesures prophylactiques standards tels que le  traitement antibiotique intra mammaire hors-lactation (traitement de tarissement) et la désinfection des trayons après la traite avec des solutions iodées ou chlorées, ont pratiquement entraîné la disparition des infections à Streptococcus agalactiae en production laitière moderne (du moins chez la vache). Rare en Europe, il est toutefois plus fréquent en Amérique du Nord .
Le SGB provoque aussi de graves épidémies chez les poissons d’élevage (pisciculture), provoquant une septicémie et des hémorragies externes et internes, entraînant de graves pertes économiques. Les épidémies de SGB dans l´aquaculture de tilapia peuvent entraîner des maladies graves avec des taux de mortalité allant jusqu'à 80 % .